# Kiss N Tell
"Kiss n Tell" es una canción de la cantante y compositora estadounidense Kesha, de su primer álbum, Animal (2010). Fue escrita por Kesha, con Lukasz Gottwald (también conocido como Dr. Luke), Max Martin, Shondrae Crawford y Karl Johan Schuster. La producción fue completada por Dr. Luke junto a Max Martin. Kesha se inspiró para escribir la canción después de descubrir que su entonces novio la estaba engañando con una famosa estrella del pop. La canción presenta elementos de dance-pop y party pop mientras que la letra describe la historia de un ex infiel.

## Composición
"Kiss n Tell" fue compuesta por Kesha junto a Lukasz Gottwald (Dr. Luke), Max Martin, Shondrae Crawford y Karl Johan Schuster. La producción de la canción estuvo a cargo de Dr. Luke y Max Martin. La composición surgió después de que Kesha descubriera que su novio la engañaba con una famosa estrella del pop, cuyo nombre nunca se reveló al público. "Kiss n Tell" es una canción dance-pop que incluye elementos típicos del pop fiestero, prominente en Animal. Fiel a la composición original, la letra narra la historia del "exnovio de Kesha que se desboca por la ciudad". Según la partitura publicada en Musicnotes.com por Sony/ATV Music Publishing, "Kiss n Tell" está escrita en compás común, con una frecuencia moderada de 144 pulsaciones por minuto.  La canción está escrita en la tonalidad de Mi Mayor y el rango vocal de Kesha en la canción abarca desde la nota G#3 hasta la nota B4.

## Recepción
David Jeffries de Allmusic la calificó como una canción destacada del álbum, clasificándola como "Selección de pista". Ben Norman de About.com la calificó positivamente como "pop de fiesta estándar", comentando previamente que todas las canciones del álbum parecen "pop dance descabellado".

## Certificaciones
En 2024, la canción fue certificada como oro en los EE. UU. por la RIAAtras vender más de 500.000 copias en dicho país.

## Posicionamiento en las listas
| Listas (2011)             | Peak |
| ------------------------- | ---- |
| Canadá (Canadian Hot 100) | 91   |